# Nytorv

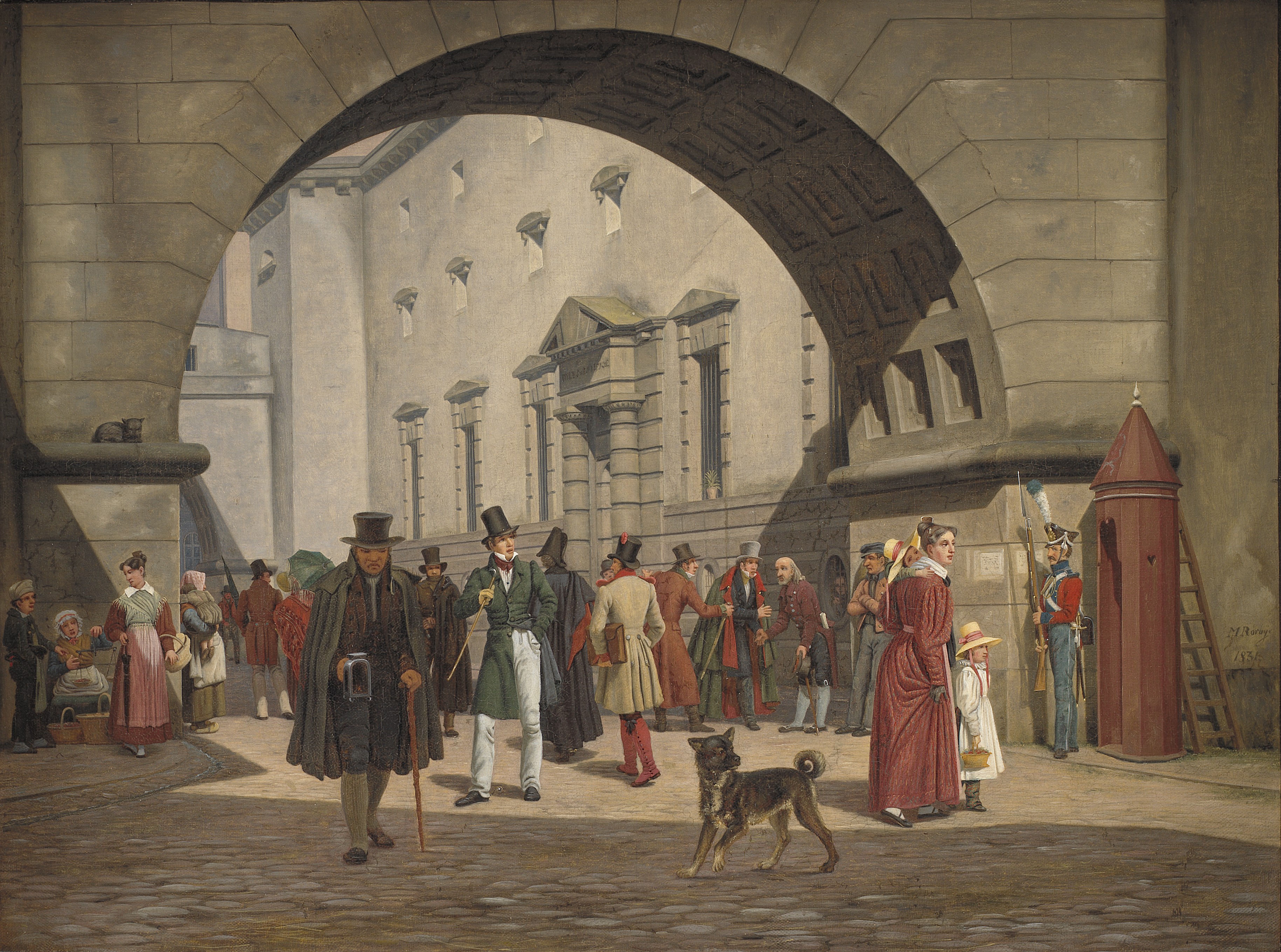
Arrestbyggnaden vid råd- och domstolshuset i Köpenhamn av Martinus Rørbye, 1831

Nytorv är torg i Indre By i Köpenhamn. Det är förenat med Gammeltorv och ligger omedelbart söder om Strøget.

## Historik
Området var fram till slutet av 1500-talet tätt bebyggt. Kung Kristian IV beslöt i början av 1600-talet att Köpenhamns dåvarande rådhus skulle byggas ut och moderniseras i nederländsk renässansstil och att rådhuset och dess omgivning skulle vara huvudstaden värdiga. En del var att ett nytt torg skulle anläggas på baksidan av rådhuset, vars framsida vette mot Gammeltorv.
Stadens skampåle stod på Nytorv  1627–1780. Torget användes också som stadens plats för offentliga avrättningar. Gammeltorv var från omkring 1610 till 1850 också marknadstorg för kötthandel.
De tidigare rådhusen brann ned vid Köpenhamns brand 1728 och Köpenhamns brand 1795. Christian Frederik Hansen fick i uppdrag att rita ett nytt rådhus vid södra ändan av Nytorv, där det Kungliga Barnhemmet ("Det Kongelige Vajsenhus") stått före 1795 år brand. Detta rådhus uppfördes 1805–1810. I och med att platsen för rådhuset flyttades, kunde Gammeltorv och Nytorv förenas till ett större torg.

## Bildgalleri

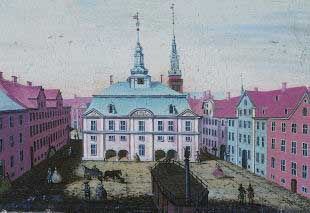
Ett av de tidigare rådhusen, 1747
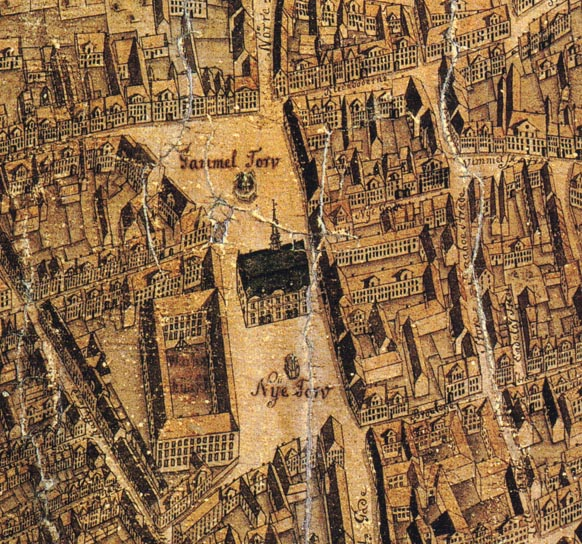
Gammeltorv och Nytorv, 1761
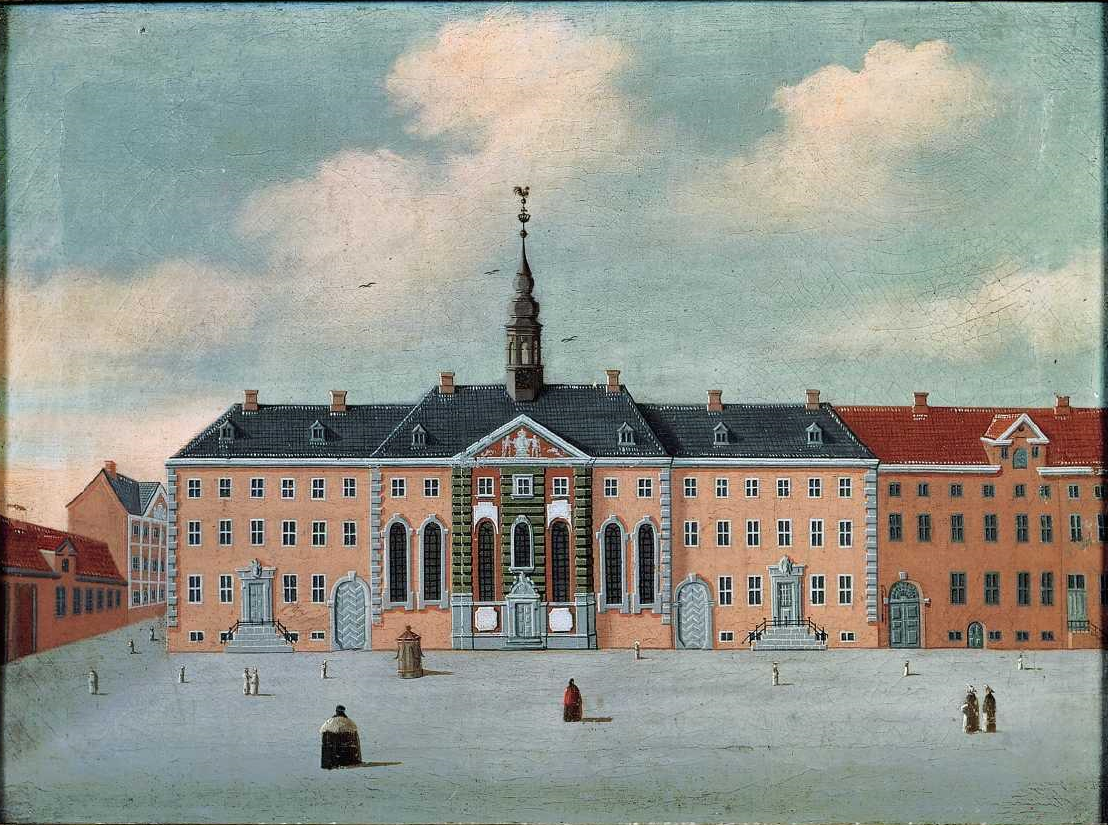
Det Kungliga barnhemmet, 1750
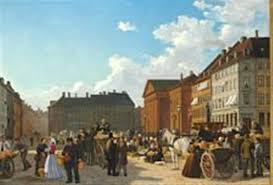
Marknadsdag, 1867
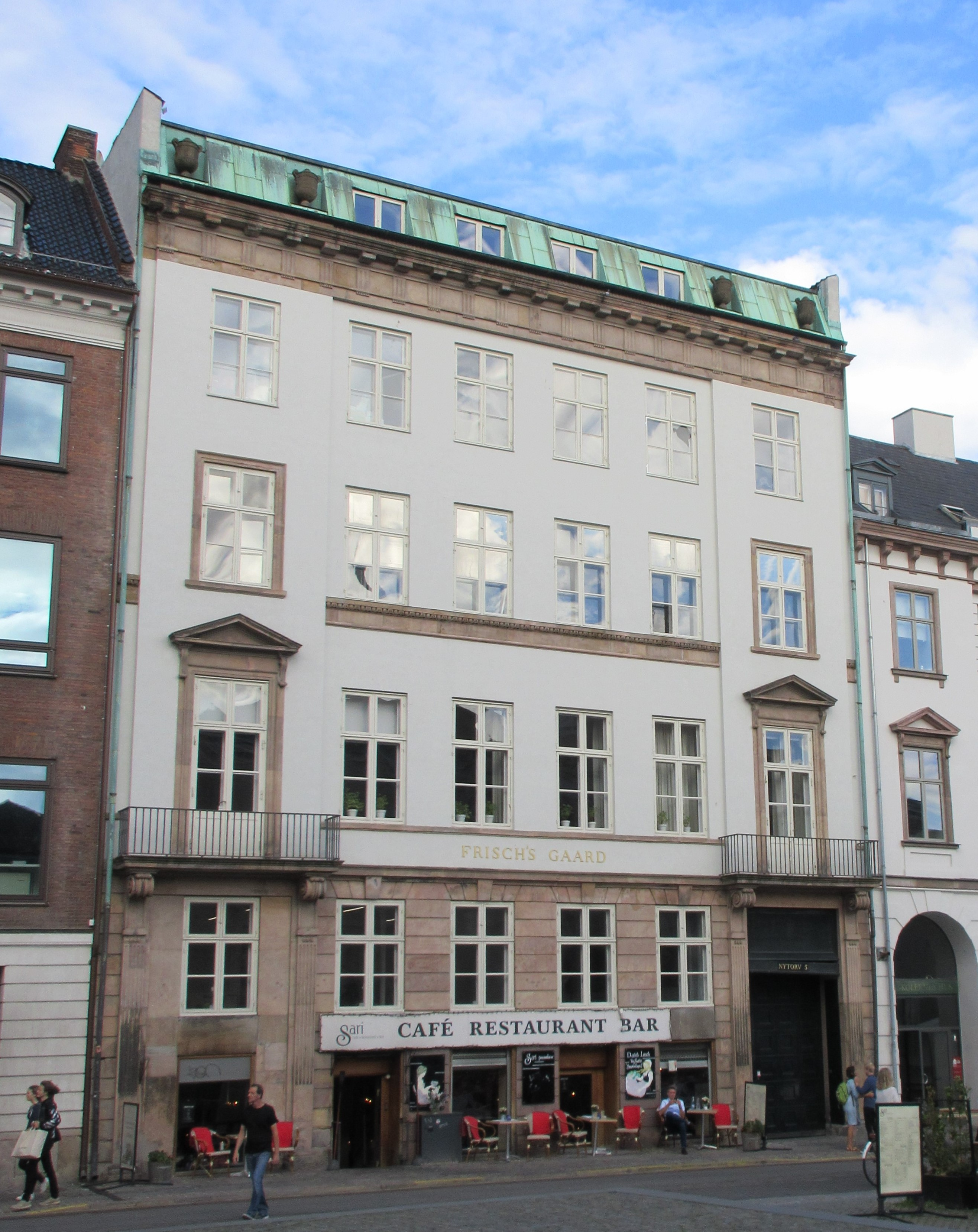
Frischs gård, Nytorv 5
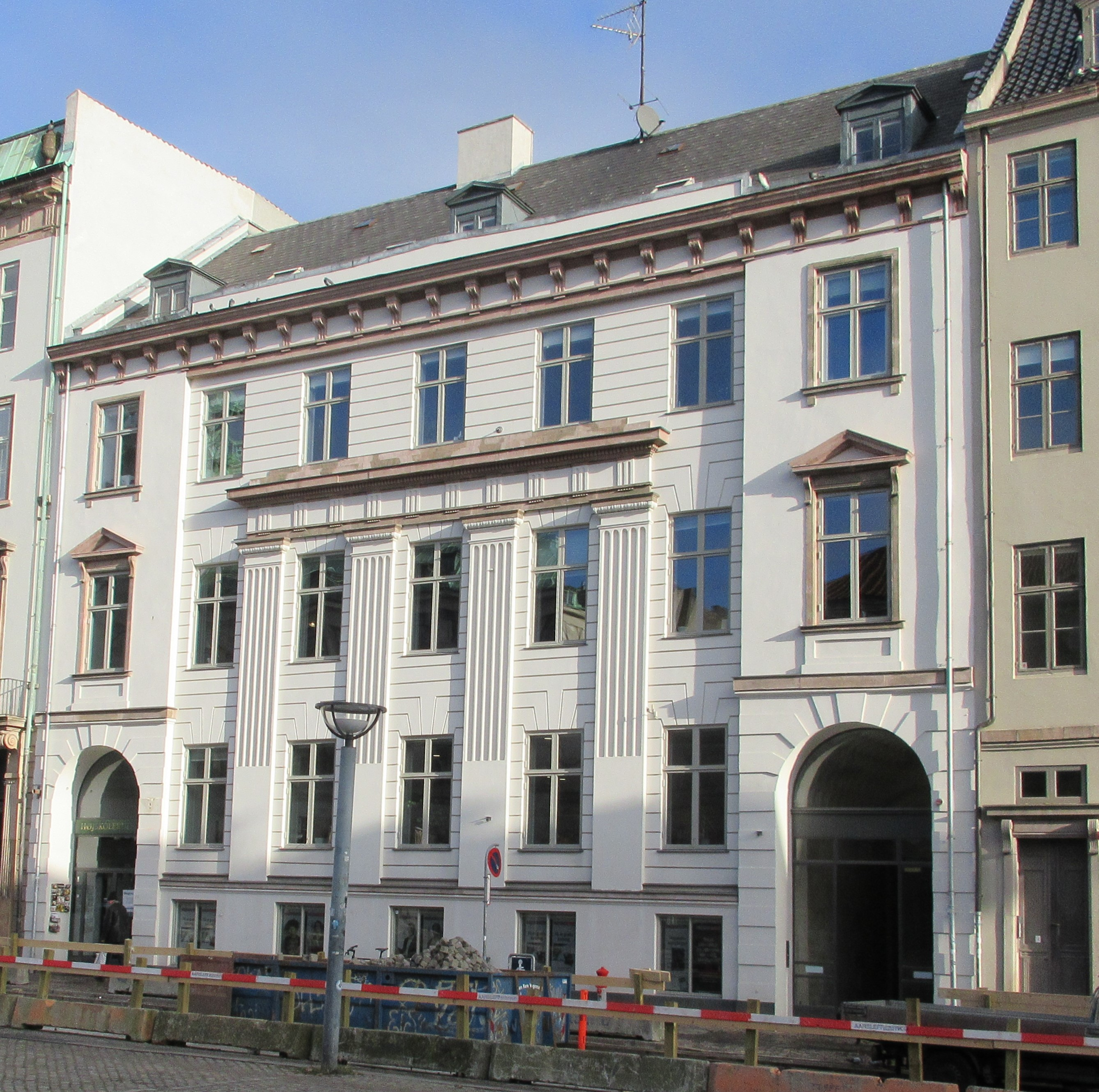
Jens Lauritzens hus, Nytorv 7
Nytorv 15–17, 1908
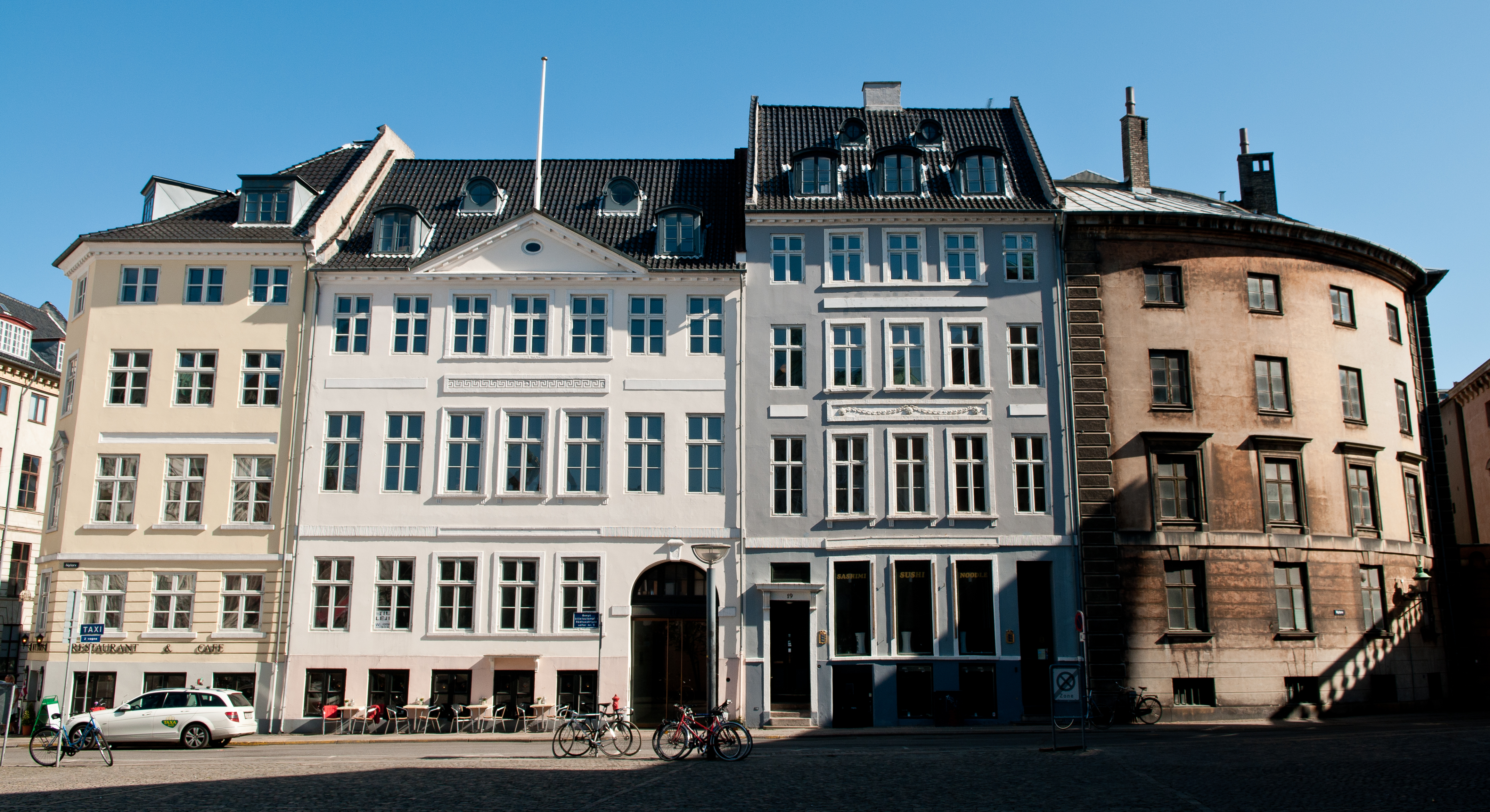
Södra sidan av Nytorv (Nytorv 15–21)